# روث مكاي
روث مكاي (بالإنجليزية: Ruth McKay)‏ هي لاعبة اتحاد الرغبي نيوزيلندية، ولدت في 2 أغسطس 1986.